# Клиц (Салаж)
Клиц (рум. Cliț) насеље је у Румунији у округу Салаж у општини Бабени. Oпштина се налази на надморској висини од 240 m.

## Становништво
Према подацима из 2002. године у насељу је живело 234 становника, од којих су сви румунске националности.